# Деревеньки (Высоковское сельское поселение)
Деревеньки — село в Борисоглебском районе Ярославской области России, входит в состав Высоковского сельского поселения.

## География
Расположено в 6 км на запад от центра поселения села Высоково и в 40 км на запад от райцентра посёлка Борисоглебский.

## История
Церковь в селе Деревеньки основана в 1814 году. Престолов в ней было два: Чудотворца Николая и св. благоверных князей Бориса и Глеба.
В конце XIX — начале XX село входило в состав Высоковской волости Угличского уезда Ярославской губернии.
С 1929 года село входило в состав Высоковского сельсовета Борисоглебского района, в 1944 — 1959 годах — в составе Ильинского района, с 2005 года — в составе Высоковского сельского поселения.

## Население
| 1859 | 2007 | 2010 |
| ---- | ---- | ---- |
| 215  | ↘5   | ↘2   |

## Достопримечательности
В селе расположена недействующая Церковь Николая Чудотворца (1814).